# Linda Buckley-Archer

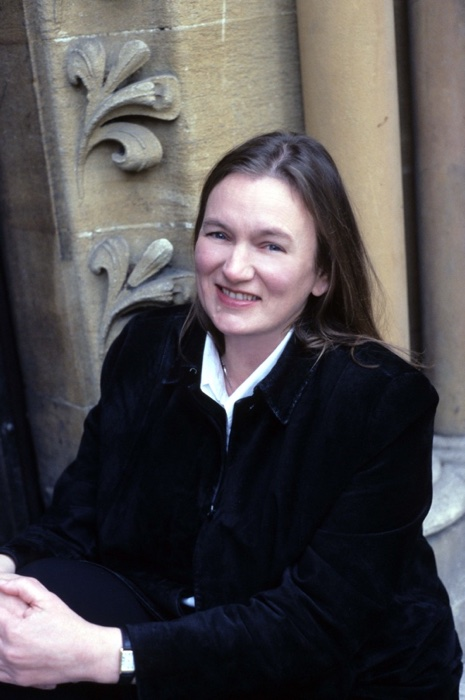
Linda Buckley-Archer

Linda Buckley-Archer (* 1958 in Sussex) ist eine britische Schriftstellerin.

## Leben
Sie wurde in Sussex geboren, wuchs aber im ländlichen Staffordshire auf. Nachdem sie einige Jahre französische Literatur studiert hatte, arbeitete sie zunächst als Dozentin, bevor sie sich als Journalistin und Drehbuchautorin einen Namen machte. Als Drehbuchautorin schrieb sie zum Beispiel für das BBC-Radio bekannte Hörspieltexte. Richtig bekannt wurde sie aber erst durch die Gideon-Reihe, dessen erster Teil „Gideon the cutpurse“ (Gideon der Taschendieb) ist. Der deutsche Titel lautet „Der Lord ohne Namen“.
Heute lebt Linda Buckley-Archer mit ihrem Mann und ihren zwei Kindern in London.